# Faustball-Europapokal 1963
Der Faustball-Europapokal 1963 der Männer auf dem Feld war die erste Austragung des europäischen Pokalwettbewerbs der Landesmeister. Sie fand am Sonntag, den 25. August 1963 in Linz statt.
Nach der Gründung des Internationalen Faustballverbandes durch die nationalen Verbände der BRD (DTB), der DDR (DFV) und Österreichs (ÖFB) 1960 und dem Beitritt des Schweizer Verbandes (SF) und des Italienischen Turnverbandes (FGI) 1962 war der Europapokal 1963 der erste Wettbewerb, der in Zusammenarbeit der Verbände veranstaltet wurde.

## Teilnehmer
Teilnehmer waren der  TV Passau als Landesmeister der Bundesrepublik Deutschland, die  ISG Hirschfelde als DDR-Meister,  Österreichs Meister ATSV Linz, der Meister der  Schweiz ATV Zürich Oerlikon und der  SSV Bozen als Titelträger Italiens.

## Turnier

### Hauptrunde
Spiele:
| ISG Hirschfelde | – | SSV Bozen       | 44:24 | (17:14) |
| ISG Hirschfelde | – | Zürich Oerlikon | 58:13 | (32:4)  |
| ISG Hirschfelde | – | TV Passau       | 29:27 | (15:13) |
| ISG Hirschfelde | – | ATSV Linz       | 20:36 | (8:19)  |
| ATSV Linz       | – | TV Passau       | 23:24 | (13:13) |
| SSV Bozen       | – | ATSV Linz       | 14:58 | (8:29)  |
| Zürich Oerlikon | – | SSV Bozen       | 22:42 | (14:18) |
| SSV Bozen       | – | TV Passau       | 32:38 | (15:19) |
| TV Passau       | – | Zürich Oerlikon | 67:19 | (28:13) |
| Zürich Oerlikon | – | ATSV Linz       | 14:72 | (5:39)  |

Tabelle
| Platz | Mannschaft      | Punkte |
| 1.    | ISG Hirschfelde | 6:2    |
| 2.    | TV Passau       | 6:2    |
| 3.    | ATSV Linz       | 6:2    |
| 4.    | SSV Bozen       | 2:6    |
| 5.    | Zürich Oerlikon | 0:8    |

### Entscheidungsrunde
Die Mannschaften aus Hirschfelde, Passau und Linz waren nach der Hauptrunde mit je 6:2 Punkten punktgleich auf dem ersten Platz und spielten daher eine Entscheidungsrunde, in der sich die DDR-Mannschaft revanchierte und knapp gegen die Linzer gewann.
Rückspiele:
| ISG Hirschfelde | – | ATSV Linz | 29:28 | (15:15) |
| ISG Hirschfelde | – | TV Passau | 32:22 | (21:6)  |
| ATSV Linz       | – | TV Passau | 28:31 | (14:18) |

### Spiel um Platz 4
Spiel
| SSV Bozen | – | Zürich Oerlikon | 41:36 | (22:17) |

### Abschlusstabelle
| Platz | Mannschaft      |
| 1.    | ISG Hirschfelde |
| 2.    | TV Passau       |
| 3.    | ATSV Linz       |
| 4.    | SSV Bozen       |
| 5.    | Zürich Oerlikon |

Kader des Europapokalsiegers:
|  | ISG Hirschfelde (DDR): Schläger: Wolfgang Lamprecht, Herbert Seidel, Mittelmann: Klaus Pätzold, Hinterfeld: Manfred Aust, Roland Posselt, Auswechsler: Horst Steudte |